# Ahti Pekkala
Pour les articles homonymes, voir Ahti et Pekkala.
Ahti Antti Johannes Pekkala (né le 20 décembre 1924 à Haapavesi et mort le 23 août 2014 à Haapavesi) est un homme politique finlandais,,. 

## Biographie
Ahti Pekkala est inspecteur de district pour la compagnie d'assurance Aura de 1948 à 1951 et comme enseignant à l'école primaire à Haapavesi de 1951 à 1952 et directeur la banque Osuuspankki d'Haapavesi de 1952 à 1985. 
Ahti Pekkala épouse en premières noces Toini Kuivisto en 1949 et le couple a trois enfants. Toini meurt en 1958. Ahti Pekkala épouse Liisa Halmetoja en 1959 et ils ont quatre enfants.

## Carrière politique
Il est député du Parti du centre de 1970 à 1986, premier vice-président du Parlement de 1976 à 1978 puis président du Parlement de 1978 à 1979.
Ahti Pekkala est vice-Premier Ministre du gouvernement Sorsa III) (19.02.1982–05.05.1983) et ministre des Finances des gouvernements Koivisto II (26.05.1979–18.02.1982), Sorsa III (19.02.1982–05.05.1983) et Sorsa IV (06.05.1983–31.01.1986),.